# レーガン大統領 銃弾の真相
『レーガン大統領 銃弾の真相』（Killing Reagan）は、ロッド・ルーリー監督、エリック・サイモンソン脚本による2016年のアメリカ合衆国のテレビ映画である。ビル・オライリーとマーティン・デュガードの著書『Killing Reagan』を原作としている。出演はティム・マシスン、シンシア・ニクソン、ジョー・クレスト、ジョエル・マーレイ、カイル・S・モア、マイケル・H・コールらである。2016年10月16日にナショナル ジオグラフィック チャンネルで初放送された。

## プロット
映画はテネシー州ナッシュビルでのジミー・カーターの再選運動の集会から始まる。
1980年にウィリアム・J・ケーシーがレーガンの選挙運動マネージャーを務める。
一方で後にレーガン暗殺を試みるジョン・ヒンクリーはレーム銃を購入する。1980年10月28日にレーガンとカーターはオハイオ州クリーブランドでレーガンとカーターは討論する。その後ヒンクリーはジョン・レノン殺害事件の話を聞き、マーク・チャップマンに憧れを抱く。
ロナルド・レーガンが暗殺未遂事件から回復した後、ナンシー・レーガンは占星術師のジョーン・キグリーを雇う。

## キャスト
- ロナルド・レーガン - ティム・マシスン
- ナンシー・レーガン - シンシア・ニクソン
- マイケル・ディーバー（英語版） - ジェフ・ハーラン
- ジェリー・パー（英語版） - ジョー・クレスト
- エドウィン・ミース（英語版） - ジョエル・マーレイ
- ジョン・ヒンクリー・ジュニア - カイル・S・モア
- ジェイムズ・ブレイディ - マイケル・H・コール
- ジェイムズ・ベイカー - ジェフ・ピアソン
- アレクサンダー・ヘイグ - パトリック・セント・エスプリト（英語版）
- ジェイムズ・ベイカーの秘書 - アシュリー・ルコント・キャンベル
- スティーヴン・コロ - ゲイリー・ウィークス（英語版）
- ジャック・ヒンクリー - マイク・ニュースキー（英語版）
- ジョイス・ミッチェル博士 - リアンダー・スレイマン
- ジョー・アン・ヒンクリー - レベッカ・ティルニー
- シェリル・クリス - クリステン・ショー
- ドナルド・リーガン - ジェームズ・マーティン・ケリー（英語版）
- デヴィッド・A・ストックマン（英語版） - ダニエル・トーマス・メイ
- デニス・マッカーシー - ジェイソン・ヴェイル
- ダニー・スプリッグス - ケンドリック・クロス（英語版）
- ジョディ・フォスター - カティア・ララ
- キャスパー・ワインバーガー - ビル・ウィンクラー
- テッド・グラバー（英語版） - ダスティン・ルイス
- ジョージ・オファー - ジェフ・ローズ
- F・フェイガン - アンソニー・コリンズ
- ケイティ - アンバー・アーウィン
- ロッキー - キース・ハドソン
- ジミー・カーター - ジョン・L・スミス・ジュニア
- ジョージ・クミエル - デヴィッド・アレクサンダー
- エディ・マイヤーズ刑事 - ブライアン・F・ダーキン（英語版）
- ウィリアム・ヒギンズ判事 - ジム・ドハティ
- ジョセフ・ジョルダーノ博士 - トム・ヒルマン（英語版）
- レイ・シャディック - ジョセフ・レイシー
- ロバート・ワンコ - クリス・フロゼック
- ティム・マッカーシー（英語版） - デヴィッド・A・マクドナルド
- ウェンディ・ケーニグ看護師 - スー・クレミン
- サラ・ブレイディ（英語版） - アニー・ハンフリー
- デヴィッド・C・フィッシャー - トレイ・マクグリフ
- ケント・ウッド - ダリアン・フィッシャー

## 製作
2015年9月22日、ナショナル ジオグラフィック チャンネルとスコット・フリー・プロダクションズが『Killing Reagan』の権利を獲得した。2016年5月6日、ティム・マシスンとシンシア・ニクソンがロナルド・レーガン役とナンシー・レーガン役にそれぞれキャスティングされた。

## 評価
Rotten Tomatoesでの支持率は63%となった。
『ハリウッド・リポーター』はこれまでの「Killing」の映画化作品の中で最高傑作であるとしながらも、「どこから始まっているのかよくわからず、未遂に終わった殺人からレーガンが立ち直る余韻の中でエネルギーが尽きてしまう」と評した。『ピープル』誌の批評ではマシスンは「レーガンという人物の本質をとらえている」が、「シンシア・ニクソンのナンシーには深みが欠ける」と書かれた。

### ノミネーション
クリティクス・チョイス・テレビジョン・アワードで3部門で候補に挙がった
| 年   | 団体                                           | 部門                               | 候補                          | 結果       |
| ---- | ---------------------------------------------- | ---------------------------------- | ----------------------------- | ---------- |
| 2017 | クリティクス・チョイス・テレビジョン・アワード | 映画・リミテッドシリーズ主演男優賞 | ティム・マシスン              | ノミネート |
| 2017 | クリティクス・チョイス・テレビジョン・アワード | 映画・リミテッドシリーズ主演女優賞 | シンシア・ニクソン            | ノミネート |
| 2017 | クリティクス・チョイス・テレビジョン・アワード | 映画・リミテッドシリーズ作品賞     | 『レーガン大統領 銃弾の真相』 | ノミネート |